# Серуа
Серуа (англ. Serua) — провинция Фиджи. Включает в себя южные районы острова Вити-Леву, крупнейшего острова страны. Является одной из четырнадцати провинций Фиджи и одной из восьми провинций, расположенных на Вити-Леву. Площадь — 830 км².

## География
Административно провинция включает в себя район Нуку и три несмежных участка района Серуа, которые разделены землями района Нуку.
В провинции процветает туризм, а в столице есть большой торговый центр.

## Население
Согласно переписи 2007 года, в провинции проживало 18 249 человек, из которых 9 275 - мужчины, 8 974 - женщины.
По этническому составу преобладают фиджийцы (11 138 человек). 47,9% фиджийцев - методисты, 22,7% - католики, 28,3% - приверженцы других христианских течений. Второй по численности народ - фиджи-индийцы (5 830 человек), из которых 81% - индуисты, 10,4% - христиане, 8,3% - мусульмане.